# Wybory parlamentarne w Japonii w 1990 roku

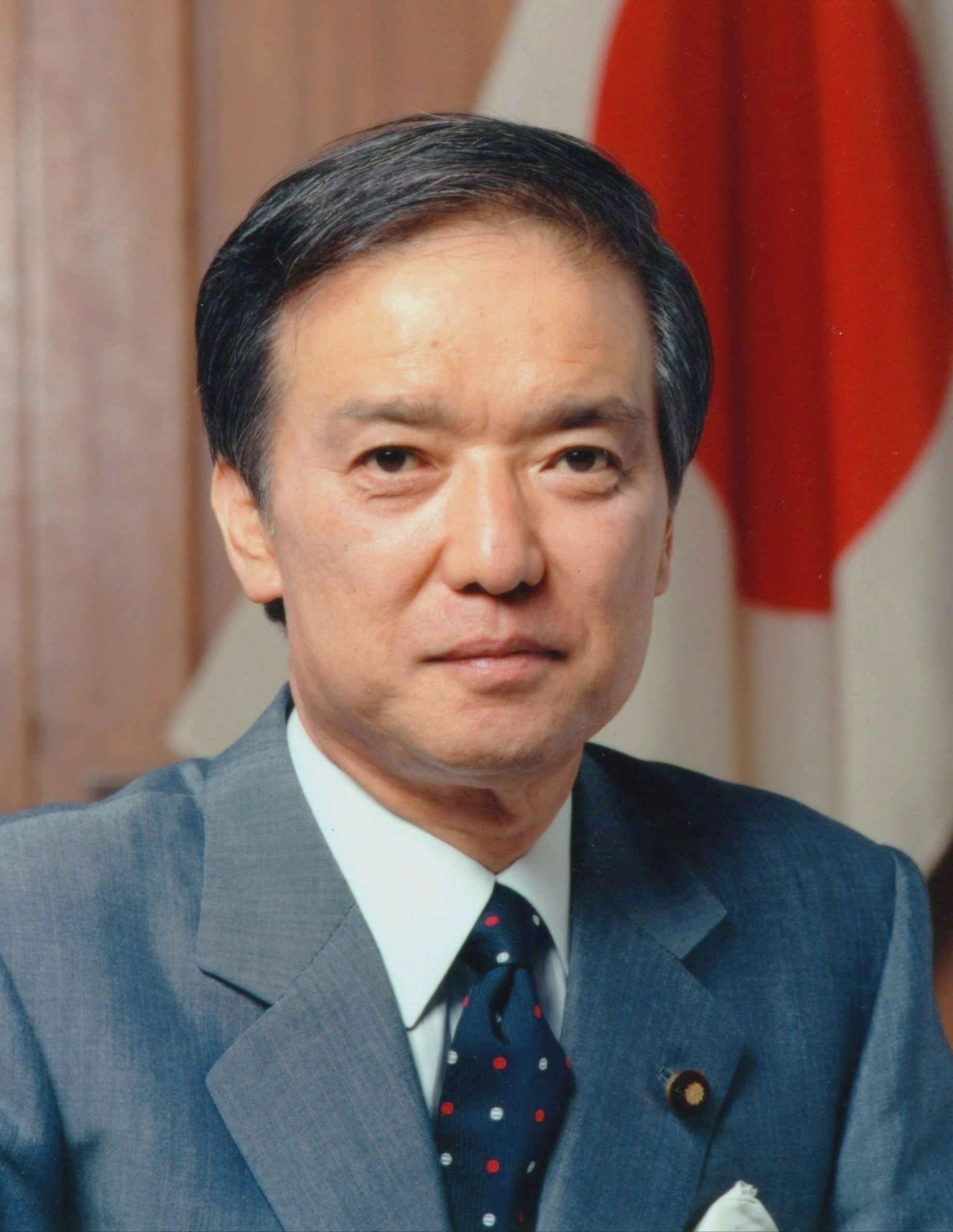
Toshiki Kaifu zaprzysiężony na stanowisko premiera 10 sierpnia 1989 r.

Wybory parlamentarne w Japonii w 1990 roku zostały przeprowadzone 18 lutego 1990. Wybory wygrała Partia Liberalno-Demokratyczna zdobywając 30 315 417 głosów (46,14%) wynik ten dał partii  275 mandatów. Drugie miejsce z wynikiem 24,35% głosów i 136 mandatów zdobyła Socjalistyczna Partia Japonii. W wyborach uczestniczyła także partia Shinrito zdobywając 1783 głosy. 

## Wyniki

Podział mandatów w Izbie Reprezentantów po wyborach

| Partia                                    | Lider | Lider          | Liczba głosów | Wynik % | Liczba mandatów |
| ----------------------------------------- | ----- | -------------- | ------------- | ------- | --------------- |
| Partia Liberalno-Demokratyczna (PLD)      |       | Toshiki Kaifu  | 30,315,417    | 46.14%  | 275             |
| Socjalistyczna Partia Japonii (SPJ)       |       | Takako Doi     | 16,025,473    | 24.35%  | 136             |
| Kōmeitō                                   |       | Kōshirō Ishida | 5,242,675     | 7.98%   | 45              |
| Komunistyczna Partia Japonii (KPJ)        |       | Tetsuzo Fuwa   | 5,226,987     | 7.96%   | 16              |
| Partia Demokratyczno-Socjalistyczna (PDS) |       | Eiichi Nagasue | 3,178,949     | 4.84%   | 14              |
| Liga Socjaldemokratyczna (LSD)            |       | Satsuki Eda    | 566,957       | 0.86%   | 4               |
| Partia Postępu (PP)                       |       | Seiichi Tagawa | 281,793       | 0.43%   | 1               |
| Niezrzeszeni                              |       |                | 4,807,524     | 7.32%   | 21              |
| Pozostali                                 |       |                | 58,536        | 0.09%   | -               |
| Suma                                      |       |                | 66,215,906    | 100.0%  | 512             |